# Udenisht
Udenisht (gyakran Hudenisht, Udënisht, Udnisht) falu és alközség Albánia délkeleti részén, az albán–macedón határon fekvő Ohridi-tó nyugati partvidékén, Pogradec északnyugati szomszédságában. Korça megyén és Pogradec községen belül Udenisht alközség központja, amelynek további települései Buqeza, Çervenaka, Lin, Memelisht és Piskupat. A 2011-es népszámlálás alapján Udenisht alközség népessége 5990 fő. Bányakincsekben gazdag terület, a tóparti sávban üdülőterületekkel. Nevezetes történelmi emléke a 6. századi lini ókeresztény bazilika mozaikpadlója.

## Fekvése
Udenisht alközség az Ohridi-tó nyugati partján, a középhegységi Mokra-vidék keleti vonulatai közt helyezkedik el. Déli pontján magasodik a Shullëri-hegy (Maja e Shullërit, 1228 m), innen észak felé, a Thana-hágó (937 m) irányába fokozatosan csökken a tengerszint feletti magasság. Az Ohridi-tó partja tagolatlan, egyedül a Lin falunak otthont adó félsziget teszi a partvonalat változatossá. A Mokra hegylábai a tópartig érnek, Çervenaka kivételével itt található az alközség valamennyi települése, amelyeket a Tiranától Elbasanon át Korçáig vezető SH3-as jelű főút és az azzal párhuzamos vasútvonal fűz fel. Az alközség északon Macedóniával határos, itt, a Thana-hágótól északra, az SH3-asról leágazó E852-es úton található a legnagyobb forgalmú albán–macedón határátkelőhely, Qafë-Thana.

## Története

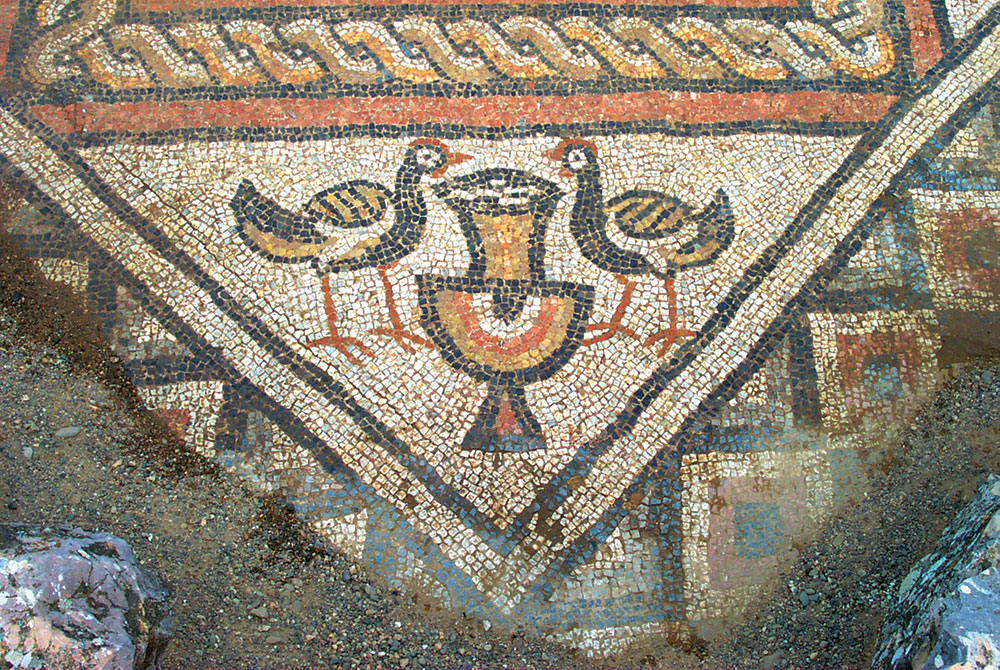
A 6. századi lini bazilika mozaikpadlójának részlete

Az alközség északi részén fekvő Lin területe a vaskor korai szakaszától, azaz az i. e. 2–1. évezred fordulójától lakott volt, feltehetőleg az illírek közé tartozó dasszaréták egyik települése állt a helyén. Az Illíria római meghódítását követően felépült út, a Via Egnatia itt, a Thana-hágónál (korabeli nevén Clavdanon) vezetett át a Mokra-vidék hegyláncain Lychnidus (a mai Ohrid) irányába. Bizánci nevén Lükhnisz kora keresztény püspökei a 6. század első felében a mai Linnek otthont adó földnyelven építették fel nyári rezidenciájukat, és ugyanekkor épült fel a lini bazilika is, amelynek romjai ma is láthatóak. A püspöki palota és a bazilika egyaránt a 8. században vált a tűz martalékává, majd a Bolgár Birodalom 12. századi hódításával a település is elnéptelenedett.
A terület az első világháborúban, 1916-tól az Osztrák–Magyar Monarchia megszállása alatt állt, de 1917 szeptemberében a francia csapatok Udenisht vonaláig nyomultak előre és elfoglalták a települést. Ásványkincseinek köszönhetően a 20. század második felében sorra nyíltak a bányák, Gur i Kuqnál vasnikkel-, Memelishtnél és Pojskánál krómbányát helyeztek üzembe. Az ötödik ötéves tervidőszakban, 1971–1975 között a Gur i Kuq-i bánya mellett dúsítóüzemet is létesítettek, ahonnan évente 500 ezer tonna érc került ki. 15 ezer ifjúmunkás bevonásával a hetedik ötéves tervidőszakra (1981–1985) elkészült a bányákkal és az ércdúsítóval összeköttetést biztosító Elbasan–Librazhd–Pogradec vasútvonal is. Az 1991-es rendszerváltást követően az ipari termelés visszaesett, de 2000-től a koncessziót szerző olasz Darfo cég beruházott és korszerű termelőeszközökkel újranyitotta a pojskai krómbányát.

## Nevezetességei
Az alközség fő nevezetessége az Ohridi-tó – vagy ahogy az albánok hívják, a Pogradeci-tó –, amely egy tektonikus árkos süllyedékben létrejött óriási, 358 km²-es karszttó. Legnagyobb mélysége megközelíti a 300 métert, a hatalmas víztömeg hőmérséklete így nyáron sem magasabb 20-21 °C-nál. Lintől Piskupaton és Udenishten át Memelishtig strandok, éttermek és szálláshelyek tarkítják a partot.
A vidék kiemelkedő történeti és kulturális emléke a 6. századi lini ókeresztény bazilika romja, és főként a narthexben, illetve annak oldalkápolnáiban szinte teljes épségben fennmaradt mozaikpadló. További építészeti műemlék a Lintől északra, a vasút melletti, Peshkim nevű telepnél található bizánci templomrom (é. sz. 41° 04′ 34″, k. h. 20° 37′ 36″41.076111°N 20.626667°E).